# Mesecsónak
A Mesecsónak az Angol Park, később a Budapesti Vidám Park egyik népszerű mutatványa volt. Mivel védettséget élvez, a tervek szerint felújításra kerül és ismét megnyitják.

## A Mesecsónak előzményei
A Budapesti Vidám Park előde az 1912-ben nyílt Angol Park volt. Ennek egyik legnépszerűbb mutatványa az Amerikai Magasvasút, egy viszonylag kicsi és egyszerű hullámvasút volt. Mivel a vállalkozás igen jól ment, folyamatosan fejlesztették. A park történetének legnagyobb beruházása 1922-ben történt, amikor az Amerikai Magasvasút helyén felépítették a Dragon Ervin tervezte Hegyivasutat, későbbi nevén Hullámvasutat, ami akkoriban az egyik legnagyobb volt a világon. A mutatványt még évekig alakítgatták, végső formáját 1926-ra nyerte el.
A Hullámvasút alatti terület gyakorlatilag hasznosíthatatlannak számított, ám az Angol Park kis alapterülete miatt minden helyet ki kellett használni. A Hullámvasút alatti minimális területre egy vízi mutatványt építettek, ez volt a Csodacsónak, későbbi nevén Mesecsónak.
Pontos építési ideje nem ismert, értelemszerűen fiatalabb a felette lévő Hullámvasútnál, valamint 1942-ben már bizonyosan létezett. Továbbá valószínűsíthető, hogy az 1928 utáni gazdasági világválság idején sem épülhetett. Egyes források szerint 1923-ban épült.

## A mutatvány leírása

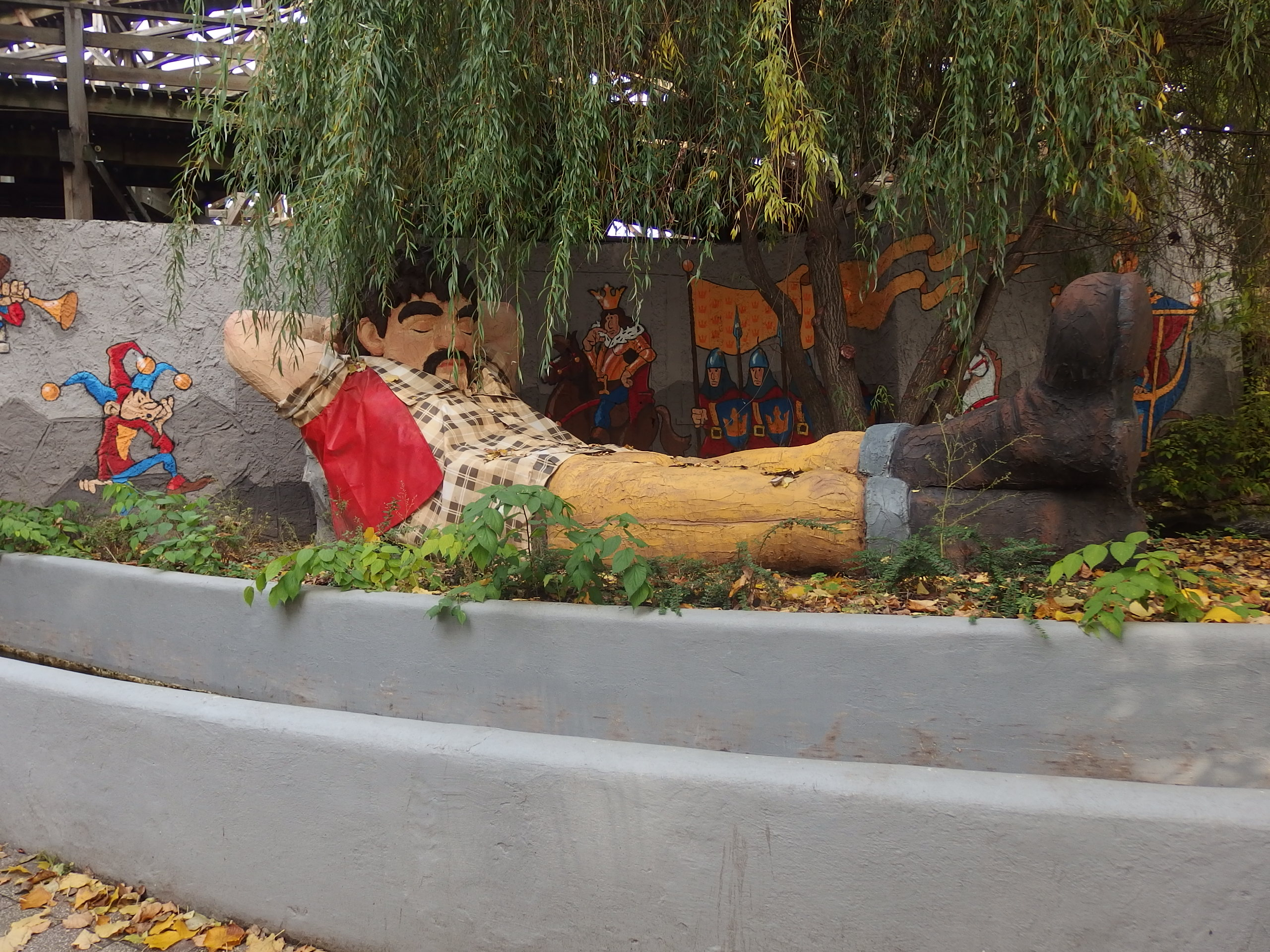
Az új óriás a Mesecsónaknál

A mutatvány egy zárt, barlangszerű alagút, melyen csónakok haladnak, útközben diorámák láthatók. Az alagút mérete akkora, hogy egy csónak éppen elfér benne. A víz mélysége csekély. Az alagút hossza körülbelül 200 méter. Az alagútban a vizet egy vízimalomra emlékeztető házikó oldalán elhelyezett lapátkerék hajtja.
Az utasok a jobbról érkező kb. hat személyes csónakokba szállnak be, majd balfelé haladnak az alagútban. Az út során több kisebb és két nagyobb dioráma látható. Noha az utasoknak az az érzésük, hogy az út egyenes, valójában körben haladnak, a két nagy diorámánál lassú forduló van. A menetidő körülbelül hat perc.

## A díszletezés
A mutatvány eredeti díszletezéséről nem maradt információ. Az 1950-es évek elején kínai díszletezést kapott, a külső tér lampionjairól  maradtak fent fotók. A diorámák a kínai nép életét és a természet ellen vívott harcát mutatták be.
A korszak letűntével a mutatványt teljesen átdíszletezték. Ezután a  legismertebb mesék jelenetei voltak láthatók, nagyon sok mozgó figurával. A kör alakú nagyteremben az arab mesék világa elevenedett fel forgó táncosnővel, lengő fátylú dzsinnel. Az eredeti rönkfa kerítést nem sokkal ezután cserélték ki a később is látható fémkerítésre, melyen a bent látható mesék alakjai tűntek fel. Ekkor készült a lapátkerék melletti óriás, mely nem egészen hasonlít a 2015-ben készültre. A vízfolyás mellett alvó újjal szemben a régi a lapátkerekes házikó mellett, egy barlangbejáratot utánzó sziklaüregben aludt, körülötte gyerekek körtáncoltak.
A Mesecsónak a több évtizedes használat során lassan lepusztult. Az alagúton lyukak keletkeztek, a diorámák alakjai többek között a rongálások miatt megsérültek, végül már szinte semmi nem mozgott. 1990 után több változtatás is történt. A beszálló részt teljesen átalakították, a csónakokat be-és kiszálláskor egy gép felemeli, így azok nem ingadoznak a vizen. Az alagút nagyobb  hibáit kijavították, a csónakokat újabbakra és a régieknél valamivel kisebbekre cserélték. Az alagútba biztonsági fényeket szereltek, így az utazás addigi sejtelmessége gyakorlatilag megszűnt.
Szintén akkoriban az addigra valóban leromlott régi díszleteket újakra cserélték. Ezek kidolgozottsága a régieknél csekélyebb volt, a figurák nem mozogtak. Néhány akkoriban népszerű mesefigura is feltűnt, pl. a Hupikék törpikék, Vízipók-csodapók, Dr. Bubó és a Vuk. A rongálások elkerülésére a diorámáknál az utazás élményét csökkentő új védőrács készült, az utasok ennek ellenére azokat gyorsan teleszemetelték. Néhány diorámát, például a legnagyobb, Seherezádé-termet egyszerűen deszkákkal lezárták.
A mutatvány jelképévé vált lélegző óriás figurája 2000 körül egy téli fagy miatt szétrepedt, javítás helyett eltávolították. Alvóhelyét, a sziklaüreget is lebontották, helyén csak egy festett fal maradt. A fejet a lezárt Seherezádé-teremben helyezték el. 2014-ben egy újabb óriást készítettek, de ez az eredetihez képest más helyen, fordított pozícióban alszik, alvóhelyét, a barlangüreget sem építették fel újra.
2015 végén megkezdték a volt Vidám Park mutatványainak teljes szétbontását. Összesen három mutatvány élte túl a bontást, a Körhinta, a Hullámvasút és a Mesecsónak. A Mesecsónak az ígéretek szerint teljesen felújítva, igényes belső berendezéssel fog megnyitni 2020 körül.

## A bent látható mesék 1990 előtt
A lista a mutatvány előtt látható reliefek alapján készült és nem feltétlenül teljes
- Hamupipőke
- Répamese
- János vitéz
- Piroska és a farkas
- Ali baba és a negyven rabló
- Münchausen báró csodálatos kalandjai
- Gulliver a törpék országában
- Jancsi és Juliska
- Csipkerózsika
- Hófehérke és a hét törpe
- Lúdas Matyi
- Aladdin
- Seherezádé
- A dzsungel könyve